# Symballophthalmus masoni
Symballophthalmus masoni is een vliegensoort uit de familie van de Hybotidae. De wetenschappelijke naam van de soort is voor het eerst geldig gepubliceerd in 1958 door Chillcott.